# Moussa N'Diaye (football, 1979)
Pour les articles homonymes, voir Moussa N'Diaye et N'Diaye.
Moussa N'Diaye est un footballeur international sénégalais né le 20 février 1979 à Piré.

## Palmarès
- 2000 - Champion de France de Ligue 1 - (AS Monaco)
- 2002 - Finaliste de la Coupe d'Afrique des nations - ( Sénégal)
- Quart-de-finaliste de la Coupe du monde 2002